# Judge Reinhold
Judge Reinhold, nome artístico de Edward Ernest Reinhold Jr. (Wilmington, 21 de maio de 1957) é um ator e dublador americano. Ficou conhecido por atuar em filmes polulares da década de 1980, como Stripes (1981), Fast Times at Ridgemont High (1982) e Ruthless People (1986), além das franquias Beverly Hills Cop (1984, 1987, 1994 e 2024) e The Santa Clause (1994, 2002 e 2006).

## Biografia
Reinhold nasceu em Wilmington, Delaware, filho de Regina Celeste (cujo sobrenome de batismo é  Fleming) e Edward Ernest Reinhold Sr., um advogado de corte. Ele foi criado em Fredericksburg, Virgínia, até que sua família se mudou para o Condado de Martin, Flórida, antes de seu primeiro ano no ensino médio. Ele freqüentou Palm Beach Community College.
Seu pai o apelidou de "Judge" ("juiz" em português) quando ele tinha apenas duas semanas de vida. Segundo ele, o filho quando bebê, tinha uma expressão  severa, parecida com a de um juiz.

## Filmografia
- 1978: Dad, the Angel and Me (Dad, the Angel and Me)
- 1979: Survival of Dana
- 1979: Informação Perigosa (Running Scared (1979))
- 1980: "Magnum, P.I." Don't Eat the Snow in Hawaii
- 1981: Recrutas da Pesada (Stripes)
- 1982: Picardias Estudantis (Fast Times at Ridgemont High)
- 1982: Pandemonium
- 1983: The Lords of Discipline
- 1984: Roadhouse 66 (Roadhouse 66)
- 1984: Um Tira da Pesada (Beverly Hills Cop)
- 1984: Gremlins (Gremlins)
- 1986: Policial por Acaso (Off Beat)
- 1986: Por Favor, Matem Minha Mulher (Ruthless People)
- 1987: Um Tira da Pesada 2 (Beverly Hills Cop II)
- 1988: Um Soldado, uma História (A Soldier's Tale)
- 1988: Promessa de um Milagre (Promised a Miracle)
- 1988: Vice-Versa (Vice-Versa)
- 1989: Runaway Car (Runaway Car)
- 1989: Somente sobre o Meu Cadáver (Enid Is Sleeping)
- 1989: Rosalie Vai às Compras (Rosalie Goes Shopping)
- 1990: Somente sobre o Meu Cadáver (Enid Is Sleeping)
- 1991: Bebê a Bordo (Baby on Board)
- 1991: Zandalee - Uma Mulher para Dois (Zandalee)
- 1992: Herói Quatro-olhos (Quatro-olhos e uma 44) (Four Eyes and Six Guns)
- 1992: Magia Negra (Black Magic (1992))
- 1994: Seinfeld 2 episódios (Aaron, namorado de Elaine)
- 1994: O Carro Desgovernado (Runaway Car)
- 1994: Um Tira da Pesada 3 (Beverly Hills Cop III)
- 1994: Meu Papai é Noel (The Santa Clause)
- 1995: Tão Bom Quanto a Morte (As Good as Dead)
- 1996: Cracker Jack II - Morte sobre os Trilhos (Cracker Jack 2)
- 1998: Acampamento do Barulho/Acampamento da Pesada (Family Plan)
- 1999: Pig - Uma Aventura Animal/Meu Irmão, o Porco/Porquinho por um Dia (My Brother the Pig)
- 1999: Wild Blue (Wild Blue)
- 2000: Mentes Diabólicas (Mindstorm)
- 2000: Beethoven 3 (Beethoven's 3rd)
- 2000: A Comédia do Azar (Enemies of Laughter)
- 2001: Beethoven e Michelangelo - Os Heróis de Quatro Pernas (Beethoven's 4th)
- 2002: Meu Papai é Noel 2 (The Santa Clause 2)
- 2002: Freqüência Mortal (Dead in a Heartbeat)
- 2004: O Regresso do Cavaleiro sem Cabeça (The Hollow)
- 2005: Caindo fora (Checking Out)
- 2006: Meu Papai é Noel 3 – (The Santa Clause 3: The Escape Clause)
- 2008: Swing Vote
- 2009: Dr. Dolittle 5 (Dr. Dolittle: Million Dollar Mutts)
- 2016: O Treinador: A História de Don Meyer
- 2017: Quatro Natais e Um Amor
- 2017: Armadas e Perigosas
- 2024: Beverly Hills Cop: Axel F (Um Tira da Pesada 4: Axel Foley)

## Vida pessoal
Ele e sua segunda esposa, Amy Reinhold, têm uma filha chamada Haley Rose, que nasceu em fevereiro de 2013. Eles moram juntos em Little Rock, Arkansas.
Reinhold foi preso no Aeroporto de Dallas Love Field em 8 de dezembro de 2016, acusado de conduta desordeira, depois de se negar a ter sua bagagem revistada e ainda ter discutido com os seguranças do local.  Ele passou dez horas na cadeia e aceitou um acordo de adjudicação diferido, onde as acusações seriam descartadas em 90 dias.

## Na cultura popular
Reinhold foi ocasionalmente mencionado em filmes e televisão, em grande parte em referência ao seu apelido, Judge. O primeiro exemplo foi em Clerks: The Animated Series, onde Reinhold dublou um juiz chamado Judge Reinhold. No episódio "Trials and Defibrillations" da série Becker, o juiz presidente é chamado de Judge (Miriam) Reinhold.
Em Arrested Development, Reinhold, interpretando a si mesmo, aparece como o juiz de um programa fictício de tribunal, uma paródia de séries como The People's Court, Judge Judy e Judge Mathis. No filme Fanboys, Billy Dee Williams aparece como um juiz de tribunal chamado "Judge Reinhold".
Em 1988, Reinhold interpretou o ex-namorado aterrorizado por uma amante abandonada no videoclipe da música "Tear Stained Letter", de Jo-El Sonnier.

## Prêmios e indicações
| Ano  | Prêmio               | Categoria                                 | Obra     | Resultado |
| ---- | -------------------- | ----------------------------------------- | -------- | --------- |
| 1994 | Primetime Emmy Award | Melhor ator convidado em série de comédia | Seinfeld | Indicado  |